# Осуђени (филм)
„Осуђени” је југословенски филм из 1987. године. Режирао га је Зоран Тадић а сценарио су написали Павао Павличић и Зоран Тадић.

## Радња
Раде, неправедно осуђени повратник из затвора, са својим помагачем Ивом отима јавну тужитељку и судију који су га били оптужили и осудили. Уз судију су ту још и његова ћерка и њен момак, па сви заврше у напуштеном, ненасељеном засеоку. Раде одлучује наплатити три године што је провео на робији држањем заробљеника исто толико времена. Но Иво, на условној слободи , жели их заменити за пасош, нешто новаца и прелазак преко границе.

## Улоге
| Глумац            | Улога            |
| ----------------- | ---------------- |
| Раде Шербеџија    | Раде             |
| Иво Грегуревић    | Иво              |
| Мира Фурлан       | Мира             |
| Соња Савић        | Судијина кћи     |
| Јован Личина      | Судија           |
| Влатко Дулић      | Мијо             |
| Звонимир Торјанац | Ујо              |
| Ђорђе Рапајић     | Џо               |
| Тошо Јелић        | Тошо             |
| Борис Бузанчић    | Инспектор Сердар |
| Фабијан Шоваговић | Перо             |

Остале улоге  ▼
| Глумац         | Улога   |
| -------------- | ------- |
| Иво Фици       |         |
| Зденка Хершак  | Сусетка |
| Фрањо Јурчец   |         |
| Паоло Магели   |         |
| Данило Попржен |         |
| Сами Шерифовић |         |
| Љубо Зечевић   | Тадић   |

## Награде
- Врњачка Бања 87' - 3. награда за сценарио[2][3]
- Ниш 87' - Специјална диплома Вечерњег листа натуршчику Тоши Јелићу[2]